# Sahpau
Sahpau es un pueblo y nagar Panchayat situado en el distrito de Mahamaya Nagar en el estado de Uttar Pradesh (India). Su población es de 8920 habitantes (2011). 

## Demografía
Según el censo de 2011 la población de Sahpau era de 8920 habitantes, de los cuales 4693 eran hombres y 4227 eran mujeres. Sahpau tiene una tasa media de alfabetización del 67,29%, inferior a la media estatal del 67,68%: la alfabetización masculina es del 76,13%, y la alfabetización femenina del 57,50%.